# Genghis Blues
Genghis Blues ist ein US-amerikanischer Dokumentarfilm von Roko Belic aus dem Jahr 1999. Der Film erzählt von der Reise des blinden amerikanischen Bluesmusikers Paul Pena nach Tuwa (Russland). Der Film wurde 2000 für einen Oscar für den besten Dokumentarfilm nominiert.

## Inhalt
Paul Pena ist in schlaflosen Nächten am Kurzwellenradio auf den Gesang aus Tuwa mit seinen Ober- und Untertongesang gestoßen und hat ihn sich selbst zusammen mit der Sprache Tuwas beigebracht. Nachdem er eine Gruppe von tuwischen Sängern traf, luden diese Pena zu dem Gesangswettbewerb in Tuwa ein. Der Film erzählt, wie Pena mit Roko und Adrian Belic und einem weiteren Begleiter nach Tuwa reist, sich mit tuwischen Sänger Kongar-ol Ondar anfreundet und 1995 an dem Gesangswettbewerb teilnimmt.

## Rezeption
Lisa Schwarzbaum bemerkte 1999 in Entertainment Weekly, dass Roko und Adrian Belic Non-Fiction-Gold mit Ghengis Blues gefunden hätten. Die beiden Jung-Filmmacher wären aber verständig genug zu wissen, dass Exotik im Stile von National Geographic einen Film nicht endlos tragen könne. Die bewegendere Geschichte sei die Beziehung zwischen einem stolzen tuwischen Sohn der Hochebene und einem amerikanischen Stadtbewohner, dessen scheinbare freundliche Offenheit klinische Depressionen und eine nachgebende Gesundheit kaschiere.
Roger Ebert meinte, dass es die Art von Geschichte sei, die wahr sein müsse. Kein Romanautor würde sich das zusammenträumen. Das Herz von Ghengiz Blues sei in der Musik und deren Sänger. Der Kehlgesang höre sich an, als ob er von Leuten wie Paul Pena erfunden worden wäre. In schlaflosen Nächten auf ihren Geist lauschend, zwischen den Zahlen.